# Кристиян Ловрич
Кристиян Ловрич (хорв. Kristijan Lovrić; нар. 1 грудня 1995, Огулин, Хорватія) — ховатський футболіст, вінґер клубу «Гориця».

## Клубна кар'єра
Перші футбольні кроки робив у команді з рідного міста — ФК «Огулин». На молодіжному рівні також виступав за «Карловац».
Професіональну кар'єру розпочав за межами Хорватії, у словенському клубі «Бела Країна». Провівши один сезон за кордоном, вирівшив повернутися до рідного міста й продовжити кар'єру у рідному клубі «Огулин». У 2015 році підписав контракт з загребським клубом «Кустошия». У вище вказаному клубі вдало проявив себе протягом двох сезонів, завдяки чому перейшов до клубу першої ліги «Локомотива». У «Локомотиві» йому заграти не вдалося, тому більшу частину свого перебування в команді виступав в орендах. У 2017 році виступав в оренді за «Лучко», а в 2018 році — за «Кустошию». У 2018 році підписав контракт з «Горицею». Уновій команді дебютував 28 липня 2018 року в програному (0:2) поєдинку першого туру Першої ліги Хорватії проти «Рієки». Дебютним голом за «Горицю» відзначився 3 лютого 2019 року в програному (1:3) поєдинку проти «Рієки». Після вдалих виступів за великогорицький клуб у пресі розповсюджувалися чутки про можливий перехід до хорватських та європейських клубів. Але Ловрич вирішив продовжити угоду з «Горицею» до 2023 року.

## Кар'єра в збірній
Кристиян привернув увагу тренера Златко Далича вдалими матчами у своєму клубі, який надіслав йому попереднє запрошення на матчі збірної Хорватії в жовтні на матчі кваліфікації чемпіонату світу 2022 року проти Словенії, Кіпру та Мальти (у таборі збірної замінив Анте Ребич). Дебютував за Хорватію 30 березня 2021 року в матчі проти Мальти (3:0), замінивши Мислава Оршича на 78-ій хвилині.

## Статистика виступів

### Клубна
Станом на 28 лютого 2021
| Клуб                | Сезон             | Ліга                | Ліга  | Ліга | Кубок | Кубок | Загалом | Загалом |
| Клуб                | Сезон             | Дивізіон            | Матчі | Голи | Матчі | Голи  | Матчі   | Голи    |
| ------------------- | ----------------- | ------------------- | ----- | ---- | ----- | ----- | ------- | ------- |
| «Бела Країна»       | 2013–14           | Друга ліга Словенії | 5     | 0    | 0     | 0     | 5       | 0       |
| «Бела Країна»       | Загалом           | Загалом             | 5     | 0    | 0     | 0     | 5       | 0       |
| «Локомотива»        | 2016–17           | Перша ліга Хорватії | 1     | 0    | 0     | 0     | 0       | 0       |
| «Локомотива»        | Загалом           | Загалом             | 1     | 0    | 0     | 0     | 1       | 0       |
| «Лучко» (оренда)    | 2016–17           | Друга ліга Хорватії | 9     | 2    | 0     | 0     | 0       | 0       |
| «Лучко» (оренда)    | Загалом           | Загалом             | 9     | 2    | 0     | 0     | 9       | 2       |
| «Кустошия» (оренда) | 2017–18           | Друга ліга Хорватії | 11    | 11   | 1     | 1     | 12      | 12      |
| «Кустошия» (оренда) | Загалом           | Загалом             | 11    | 11   | 1     | 1     | 12      | 12      |
| «Гориця»            | 2018–19           | Перша ліга Хорватії | 30    | 10   | 0     | 0     | 30      | 10      |
| «Гориця»            | 2019–20           | Перша ліга Хорватії | 31    | 14   | 3     | 2     | 34      | 16      |
| «Гориця»            | 2020–21           | Перша ліга Хорватії | 23    | 15   | 3     | 3     | 24      | 18      |
| «Гориця»            | Загалом           | Загалом             | 84    | 39   | 6     | 5     | 90      | 44      |
| Усього за кар'єру   | Усього за кар'єру | Усього за кар'єру   | 110   | 52   | 7     | 6     | 117     | 58      |

## Досягнення
«Гориця»
- Arena Cup
  -  Володар (1): 2020